# یان آرتوس برتراند
یان آرتوس برتراند (انگلیسی: Yann Arthus-Bertrand؛ زادهٔ ۱۳ مارس ۱۹۴۶) عکاس، روزنامه‌نگار، روزنامه‌نگار و کارگردان زاده فرانسه و اهل کومور است. وی از سال ۱۹۶۳ میلادی تاکنون مشغول فعالیت بوده‌است. وی همچنین برندهٔ جوایزی همچون لژیون دونور شده‌است.

## فیلم‌شناسی
- مستند خانه (مستند)
- مستند انسان (مستند)